# Storożyniec
Storożyniec (ukr. Сторожинець, trb. Storożyneć) – miasto na Ukrainie, w rejonie czerniowieckim obwodzie czerniowieckim na Bukowinie, dawna siedziba władz rejonu storożynieckiego. 
Znajduje tu się stacja kolejowa Storożyniec.

## Historia
Pierwsza wzmianka o miejscowości pochodzi z 1448.
W latach 1918 - 1940, miasto znajdowało się w granicach Rumunii.
W 1975 liczyło 11,6 tys. mieszkańców.
W 1989 liczyło 14 546 mieszkańców.
W 2013 liczyło 14 473 mieszkańców.

## Ludzie związani z miastem
- Viorica Viscopoleanu (ur. 1939) - rumuńska lekkoatletka, mistrzyni olimpijska w skoku w dal z 1968.